# 景気動向指数
景気動向指数（けいきどうこうしすう）は、景気に関する総合的な指標のことである。
多数の経済指標の変化方向を合成することにより景気局面を把握するディフュージョン・インデックス（DI）と、景気動向を量的に把握することを目的としたコンポジット・インデックス（CI）の二つの種類がある。DIとCIのそれぞれについて、景気動向に先行する先行指数、景気動向と同時に動く一致指数、景気動向に遅れて動く遅行指数の3つがある。なお、DIとCIの採用指数は同じである。
日本の景気動向指数は内閣府から毎月発表される。かつてDIを使用していたが、1984年8月からCIが参考資料として公表され、2008年4月以降、CIの方へ移行された。それ以後は、CIとDIの両方で景気判断されるようになった。

## ディフュージョン・インデックス
ディフュージョン・インデックス（Diffusion Index、DI）とは指数に採用している経済指標のうちで景気の拡大（拡張）を示している指標の割合を示したもの。毎月の細かな変動を除くために、3ヶ月前との比較を用いて拡大を示す指数の数を数え、採用している指数の数で割って割合を出す。全ての経済指数が拡大すれば100％となり、全ての経済指数が悪化すれば0％となる。過半数の経済指標が拡大あるいは改善を示せば、景気動向指数は多数決の原理で拡大・回復を示唆していると考えられるので、50％が景気回復（拡大）と悪化の判断の境目となる。
3ヶ月前比で伸び率ゼロとなった指数があった場合は、景気拡大を示す経済指標が0.5個分として計算する。
なお、DIの山・谷は景気の山・谷とは一致せず、景気が山の時谷の時いずれもDIは50％となる。
景気が良いか悪いかの判断はDIの50%ラインが目安となるが、例えばDIの水準自体が60％から70％に増加するという変化は景気拡大の速度が加速していることとは直接的には関係がない。

### 歴史
1950年にG・H・ムーアの作成した21系列の指数が世界最初と言われる。日本では1960年から公表されており、1965年に第一次改訂が行われ、2011年に第十次の改訂が行われている。当初は先行指数7、一致指数7、遅行指数6であったが、現在は先行11、一致11、遅行6となっている。

## コンポジット・インデックス
コンポジット・インデックス（Composite Index、CI）は景気拡大や後退の速度や程度を表すように作成されたものである。ある年度を基準とし、CIの各指数に採用されているそれぞれの経済指標の基準年からの変化率を平均して合成変化率を求め、それを累積した上で指数化したものである。実際のCIの計算では、異常な上昇率や下落率の影響を除くという操作が行われている。